# Nowhere Man (serie de televisión)
Sin identidad (Nowhere Man) es una serie estadounidense de televisión que se transmitió de 1995 a 1996, protagonizada por el actor canadiense Bruce Greenwood (1956-). Creada por Lawrence Hertzog, la serie se emitió por UPN (Paramount). A pesar de buenas críticas, el programa fue cancelado después de solo una temporada.

## Descripción general
Nowhere Man es la historia de reportero gráfico Thomas Veil, que descubre que su vida ha sido bruscamente "borrada": sus amigos dicen que no lo conocen, su esposa afirma que no le reconoce y está viviendo con otro hombre. Sus tarjetas de crédito ya no funcionan. Su mejor amigo aparece muerto. Su madre, recuperándose de un derrame cerebral, es incapaz de confirmar su existencia. En el transcurso de una sola noche, todo rastro de la identidad de Tom se ha ido.
Tom cree que esto es una conspiración relacionada con una fotografía que tomó un año antes, que representa a cuatro hombres que murieron ahorcados en América del Sur que parecen ser soldados estadounidenses. La única prueba que Tom tiene de su pasado son los negativos de esa fotografía. Una misteriosa organización persigue encubiertamente Tom en busca de los negativos. La serie gira en torno a los intentos para recuperar su vida tratando de averiguar más acerca de la organización, al mismo tiempo tratando de mantener la caja fuerte con los negativos.